# 梅花镇 (福州市)
梅花镇是中华人民共和国福建省福州市长乐区下辖的一个镇。

## 行政区划
梅花镇共辖6个村委会，分别是：
梅城村、梅新村、梅南村、梅东村、梅西村、梅北村。
而中華人民共和國方面未實際控制的東沙鄉（現由中華民國控制，改其名為莒光鄉）亦屬於本鎮所轄。